# Franzensburg

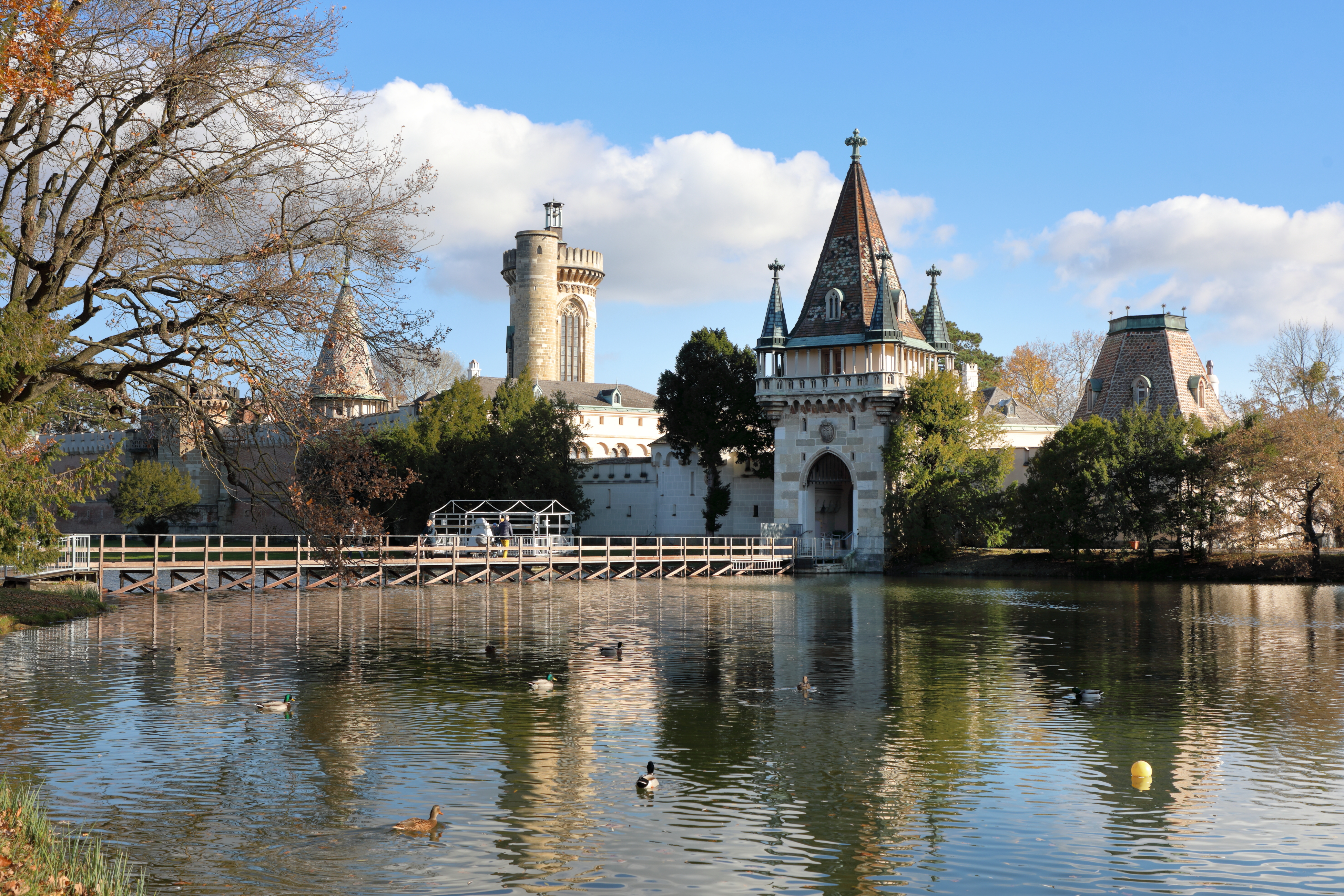
Franzensburg

Franzensburg je zámek v Laxenburgu v okrese Mödling v rakouské spolkové zemi Dolní Rakousy, postavený v letech 1801–1836 v historizujícím slohu. Název je odvozen od tehdejšího římsko-německého císaře Františka II. (1768–1835), v zámeckém parku na umělém ostrově je již dříve postavený zámek Laxenburg.

## Historie
Zámek postavil Johann Ferdinand Hötzendorf z Hohenbergu (1733–1816) a rozdělil na dvě části (rytířský a panošský) a od počátku plánoval provést stavbu jako muzeum. Jeho úmyslem bylo vytvořit středověké tvary Franzensburgu jako milníky k historismu. Včlenil do stavby však také fragmenty starého stavitelství, zvláště konstrukce při obnově kaple Capella Speciosa, první stavby v gotickém slohu v dunajském prostoru (za Leopolda VI. (1176–1230) v Klosterneuburgu.
Stavba hradu se prováděla v období, kdy se na jih od Vídně již stavělo z cihel. Protože cena cihel byla značně vysoká, koupil císař František cihelnu ve Vösendorfu a navíc ještě zámek Vösendorf.

## Muzeum
Při prohlídce muzea můžeme navštívit hradní místnosti a venkovní prostory:
- Zbrojnice

V této místnosti je na strop zhotoven ze štítů 44 rakouských území a provincií.
- Habsburský sál

Ve Franzensburgu je také Sál Habsburků se sochou císaře od Paula Strudela (1648–1708) (další jsou ve dvorní knihovně). V Lothringském pokoji jsou obrazy pozdějších císařů od Kupelwiesera (1796–862) – skupinový portrét Františka I., další jsou od Ferdinanda Georga Waldmüllera (1793–1865) a Friedricha z Amerlingu (1803–1887).
- První přijímací sál
- Druhý přijímací sál
- Luisin pokoj!

V Luisině pokoji je strop, oboje dveřní obložení, jakož i dveře z hradu Rappottenstein z doby kolem roku 1600.
- Jídelna
- Lothrinský sál
- Zámecký park

Hrad samotný se nachází ve velkém zámeckém parku, ve kterém ke také kolbiště pro rytířské turnaje, Chrám Concordie a velký rybník.
Park je protkán několika kanály a je oblíbeným výletním místem. V létě je zájem o vyjížďky na veslicích po zámeckém rybníku. V létě je hrad dostupný přívozem nebo přes most. V zimě je přívoz nahrazen dřevěnou lávkou. Je prováděna prohlídka hradu, v letním období jsou v oblibě divadelní hry. U hradu je také jezdecký dvůr. Ve starém zámku, na okraji parku je umístěn Filmový archiv Rakouska.